# 大田井川
大田井川（おおたいがわ）は、徳島県阿南市を流れる那賀川水系の河川である。

## 地理
阿南市大田井町の水源から大田井町を経て那賀川に合流する。
また那賀川にある長安口ダム、川口ダムでは鳥獣保護区に指定され、百合谷川、大田井川合流点の各上流側が銃猟禁止区域となっている。

## 流域の自治体
徳島県
阿南市